# Mona Dan-Bergman
Mona Gerda Bergman-Isacsson, känd som Mona Dan-Bergman, född 10 juni 1927 i Stockholm, död 14 augusti 1992 på Lidingö, var en svensk skådespelare.

## Biografi
Mona Dan-Bergman var dotter till lättmetallpionjären Wilhelm Dan Bergman och Kerstin Bergh  samt yngre syster till Tom Dan-Bergman och brorsdotter till författaren Erik Dan Bergman och ingenjören Sven Dan Bergman.
Mona Dan-Bergman studerade vid Göteborgs Stadsteaters elevskola 1948–1951. Hon filmdebuterade 1950 i Gösta Werners Två trappor över gården, och hon kom att medverka i knappt 10 film- och TV-produktioner.
Mona Dan-Bergman var 1958–1965 gift med konstnären Arne Isacsson, med vilken hon fick barnen Jörgen (född 1959) och Arna (född 1961). Dan-Bergman är gravsatt i minneslunden på Lidingö kyrkogård.

## Filmografi
- 1949 – Två trappor över gården
- 1960 – Domaren
- 1962 – Värmlänningarna
- 1963 – Och har du en ros...
- 1965 – Gustav Vasa
- 1965 – Alla mina söner
- 1970 – Jänken
- 1970 – Ett möte på Kretjetovkastationen
- 1973 – Den vita stenen (TV-serie)

## Teater

### Roller (ej komplett)
| År   | Roll                | Produktion                                                                  | Regi                | Teater                                  |
| ---- | ------------------- | --------------------------------------------------------------------------- | ------------------- | --------------------------------------- |
| 1948 |                     | Radiobragden Charlotte B. Chorpenning                                       | Georg Årlin         | Malmö Stadsteater                       |
| 1952 |                     | Othello William Shakespeare                                                 | Lars-Levi Læstadius | Malmö stadsteater, 29 februari 1952     |
| 1952 |                     | Ett dockhem Henrik Ibsen                                                    | Lars-Levi Læstadius | Malmö stadsteater, 15 november 1952     |
| 1953 | Skådespelare 2      | Sex roller söka en författare Luigi Pirandello                              | Ingmar Bergman      | Malmö stadsteater                       |
| 1953 | Barnabas mor        | Slottet Max Brod efter en roman av Franz Kafka                              | Ingmar Bergman      | Malmö stadsteater                       |
| 1955 | Clara Eynsford Hill | Pygmalion George Bernard Shaw                                               | Herman Ahlsell      | Göteborgs stadsteater, 18 februari 1955 |
| 1956 |                     | Petrus Kuräll Olle Mattson                                                  | Keve Hjelm          | Göteborgs stadsteater                   |
| 1960 | Isobel Cherry       | Dagdrömmaren (Flowering Cherry) Robert Bolt                                 | Tom Dan-Bergman     | Folkparksturné/ Lilla Teatern           |
| 1960 | Kvinnan             | Fällan (Piege pour un homme seul) Robert Thomas                             | Tom Dan-Bergman     | Lilla Teatern                           |
| 1961 | Johns fru           | Det är aldrig för sent Felicity Douglas                                     | Åke Falck           | Intiman                                 |
| 1962 | Mrs. Meager         | Leon Phitts är död (Leon Phitts Is Dead) Mark Zalk                          | Hans Abramson       | Lilla Teatern                           |
| 1962 | Modern              | Party: Picknick på slagfältet (Pique-nique en campagne) Fernando Arrabal    | Jackie Söderman     | Lilla Teatern                           |
| 1962 | Barnmorskan         | Party: Drömmar i Omsk Lars Forssell                                         | Jackie Söderman     | Lilla Teatern                           |
| 1971 |                     | Skulle det dyka upp fler lik är det bara å ringa (Busybody) Jack Popplewell | Stig Ossian Ericson | Lilla teatern                           |

## Radioteater

### Roller
| År   | Roll              | Produktion                      | Regi            |
| ---- | ----------------- | ------------------------------- | --------------- |
| 1963 | Assistent Plegert | Trivselmyra story Lars Björkman | Hans Lagerkvist |

### Fotnoter
1. ↑   Sveriges dödbok 1901–2013 Swedish death index 1901-2013 (Version 6.0). Solna: Sveriges släktforskarförbund. 2014. Libris 17007456. ISBN 9789187676642
2. 1 2  ”Mona Dan-Bergman”. Svensk Filmdatabas. http://www.sfi.se/sv/svensk-filmdatabas/Item/?type=PERSON&itemid=63434&iv=OVERVIEW. Läst 19 augusti 2012.
3. 1 2  ”Mona Dan-bergman”. IMDb.com. http://www.imdb.com/name/nm0199040/bio. Läst 19 augusti 2012.
4. ↑  BERGMAN, W D (W DAN), civilingenjör, direktör, Östertälje i Vem är Vem? / Svealand utom Stor-Stockholm 1964 / s 71.
5. ↑  Mona Gerda Bergman-Isacsson på Gravar.se
6. ↑  ”Sex roller söka en författare”. Stiftelsen Ingmar Bergman. http://ingmarbergman.se/verk/sex-roller-söka-en-författare. Läst 15 oktober 2015.
7. ↑  ”Slottet”. Ingmar Bergman Face to face. http://ingmarbergman.se/verk/slottet. Läst 15 oktober 2015.
8. ↑  S. B-l (7 april 1956). ”Svensk urpremiär: 'Petrus Kuräll' av Olle Mattson”. Dagens Nyheter:  s. 12. https://arkivet.dn.se/tidning/1956-04-07/94/12. Läst 27 december 2021.
9. ↑  Ingmar Björkstén (2 juli 1960). ”Parkpremiär i Mjölby”. Dagens Nyheter:  s. 12. https://arkivet.dn.se/tidning/1960-07-02/176/12. Läst 2 januari 2022.
10. ↑  Sven Barthel (17 september 1960). ”'Dagdrömmaren' på Lilla Teatern”. Dagens Nyheter:  s. 17. https://arkivet.dn.se/tidning/1960-09-17/253/17. Läst 2 januari 2022.
11. ↑  ”Fällan”. Musik- och Teaterbiblioteket. https://calmview.musikverk.se/CalmView/Record.aspx?src=CalmView.Performance&id=PERF14390&pos=45. Läst 18 juli 2025.
12. ↑  Sven Barthel (6 november 1960). ”'Thrillerkomedi' på Lillan”. Dagens Nyheter:  s. 40. https://arkivet.dn.se/tidning/1960-11-06/11165-302/40. Läst 18 juli 2025.
13. ↑  ”'Det är aldrig för sent'”. Dagens Nyheter:  s. 16. 3 mars 1961. http://arkivet.dn.se/arkivet/tidning/1961-03-03/60/16. Läst 22 augusti 2015.
14. ↑  ”Leon Phitts är död...”. Musik- och Teaterbiblioteket. https://calmview.musikverk.se/CalmView/Record.aspx?src=CalmView.Performance&id=PERF14450&pos=48. Läst 19 juli 2025.
15. ↑  Ingvar Holm (22 september 1962). ”Lilla teatern: Frodig burlesk, men utan hetta”. Dagens Nyheter:  s. 14. https://arkivet.dn.se/tidning/1962-09-22/11166-257/14. Läst 19 juli 2025.
16. ↑  ”Picknick på slagfältet”. Musik- och Teaterbiblioteket. https://calmview.musikverk.se/CalmView/Record.aspx?src=CalmView.Performance&id=PERF14461&pos=52. Läst 19 juli 2025.
17. ↑  ”Drömmar i Omsk”. Musik- och Teaterbiblioteket. https://calmview.musikverk.se/CalmView/Record.aspx?src=CalmView.Performance&id=PERF14463&pos=50. Läst 19 juli 2025.
18. ↑  Hans Axel Holm (13 mars 1971). ”Hederlig komedi”. Dagens Nyheter:  s. 16. https://arkivet.dn.se/tidning/1971-03-13/70/16. Läst 27 juni 2018.
19. ↑  ”TV och radio”. Dagens Nyheter:  s. 37. 18 maj 1963. http://arkivet.dn.se/arkivet/tidning/1963-05-18/134/37. Läst 20 mars 2016.